# مارتا آئورا
مارتا آئورا (اسپانیایی: Marta Aura‎؛ ‏ ۴ سپتامبر ۱۹۴۲ – ۸ ژوئیهٔ ۲۰۲۲) بازیگر اهل مکزیک بود.
از فیلم‌ها یا مجموعه‌های تلویزیونی که وی در آن‌ها نقش داشته است، می‌توان به ترسا، کوچولوها، هیچ‌کس پس از مرگمان از ما یاد نخواهد کرد، زندگی اینگونه است و و همچنین مادرت اشاره نمود.